# Bertrand Marti
Bertrand Marti (ou Bertrand Marty), mort en 1244, est l'un des plus célèbres parfaits cathares.

## Biographie
Il est né à Tarabel (Haute-Garonne), probablement dans une famille modeste. Il assista en 1226 au concile de Pieusse, fut élu diacre en 1230 et succéda vers 1239 à Guilhabert de Castres comme évêque cathare du Toulousain.
À partir de 1229, pour ranimer la foi cathare, il prêche en Lauragais, surtout à Fanjeaux et à Laurac mais aussi à Limoux et à Dun (Ariège) où se trouvait une maison de Parfaits.
En 1236, il se fixe au château de Montségur avec un rôle de guide spirituel et d'organisateur politique. Son activité diplomatique s'étend de 1240 à 1244.
Comme tous les cathares réfugiés au château de Montségur, il meurt sur le bûcher qui fait suite à la reddition du château.